# Cheiracanthium debile
Cheiracanthium debile es una especie de araña del género Cheiracanthium, familia Cheiracanthiidae, suborden Araneomorphae. Fue descrita científicamente por Simon en 1890.

## Distribución
Se distribuye por Chad y Yemen.